# 혜미의 서울
《혜미의 서울》은 1984년 7월 15일에 MBC TV에서 방영되었던 베스트셀러극장이다.

## 줄거리
각자 큰 포부를 안고 상경한 시골청년 성호(이성규)와 덕보(이희성)는 자신들의 꿈을 실현시키자고 약속한 뒤 헤어진다. 분식집 배달원으로 취직한 성호는 아파트로 배달을 나갔다가 혜미(한애경)를 만난다. 혜미는 성호의 순수한 마음과 고집스러운 면에 흥미를 갖고 그에게 장난기어린 유혹을 하는데...

## 출연
- 이성규
- 한애경
- 이희성
- 김지원
- 변희봉
- 남성훈
- 홍민우
- 김정하
- 문미봉
- 이원재
- 정성모
- 천호진
- 최영수
- 이순화
- 전신희